# Doug Emhoff
Douglas Craig Emhoff  (sinh ngày 13 tháng 10 năm 1964) là một luật sư người Mỹ và là chồng của Phó Tổng thống Hoa Kỳ Kamala Harris. Ông là "Đệ nhị Phu quân" đầu tiên trong lịch sử Mỹ và là người phối ngẫu gốc Do Thái đầu tiên của một phó tổng thống.

## Tiểu sử và học vấn
Emhoff sinh ra tại quận Brooklyn của Thành phố New York, là con trai của bố mẹ gốc Do Thái là bà Barbara (nhũ danh Kanzer) và ông Michael Emhoff. Ông có một anh trai là Andy Emhoff và một em gái là Jamie Emhoff. Ông sống ở New Jersey từ năm 1969 đến năm 1981 trước khi cùng gia đình chuyển đến California năm 17 tuổi. Emhoff lấy bằng Cử nhân Văn học tại Đại học Bang California tại Northridge và bằng Tiến sĩ Luật từ Trường Luật Gould thuộc Viện Đại học Nam California vào năm 1990.

## Đời tư
Emhoff đã kết hôn 16 năm với người vợ đầu là bà Kerstin Emhoff (nhũ danh Mackin). Họ có hai con, Cole và Ella. Sau khi cuộc hôn nhân thứ nhất kết thúc, ông kết hôn với bà Kamala Harris vào ngày 22 tháng 8 năm 2014, tại Santa Barbara, California. Lúc này bà Kamala đang giữ chức Tổng chưởng lý của tiểu bang California. Tính đến tháng 8 năm 2019, Emhoff và Harris có tổng tài sản ròng ước tính là 5,8 triệu đô la.

## Tranh cử Tổng thống năm 2020
Kamala Harris là ứng cử viên trong cuộc bầu cử sơ bộ Tổng thống Đảng Dân chủ năm 2020 trước khi rút lui vào tháng 12 năm 2019. Harris được chọn là ứng cử viên phó tổng thống tranh cử cùng Joe Biden cho cuộc bầu cử tổng thống Hoa Kỳ năm 2020 vào ngày 11 tháng 8 năm 2020, khiến Emhoff trở thành người đàn ông thứ ba trong lịch sử Hoa Kỳ trở thành chồng của một ứng viên phó tổng thống. Emhoff là Đệ nhị Phu quân đầu tiên của Hoa Kỳ. Ông cũng là người phối ngẫu gốc Do Thái đầu tiên của một phó tổng thống Hoa Kỳ.
Trong vai trò là Đệ nhị Phu quân, Emhoff sẽ tập trung vào việc đảm bảo việc tiếp cận công lý và đại diện pháp lý trở nên bình đẳng hơn.